# District de Bar-sur-Ornain
Le district de Bar-sur-Ornain est une ancienne division territoriale française du département de la Meuse de 1790 à 1795.
Il était composé des cantons de Bar sur Ornain, Ancerville, Beurey, Ligny, Loisey, les Marats, Noyers, Revigny, Sandrupt, Stainville, Vaubecourt et Vavincourt.

## Galerie

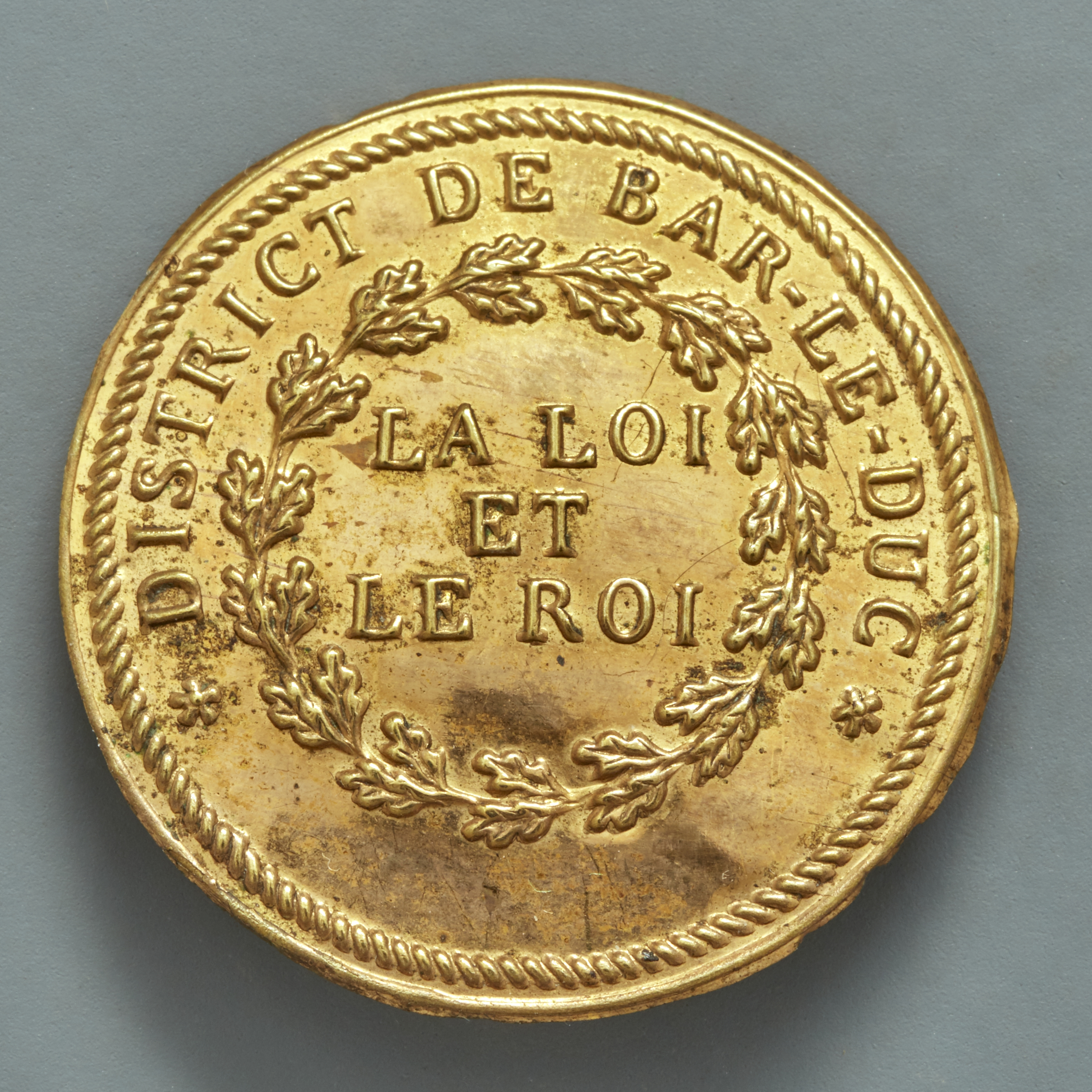
Bouton (musée Carnavalet) :  DISTRICT DE BAR-LE-DUC